# Villa Radiana
La villa Radiana, située à Saint-Jean-Cap-Ferrat (France), initialement salle des fêtes de la Villa Les Cèdres, inspirée du Belvédère dans le parc du Petit Trianon à Versailles, fut construite en 1906 par les architectes Honoré Daumet (Paris) et Aaron Messiah (Nice). 

## Description
Le décor initial est réalisé par Despouy  (Paris). Le lustre en métal doré situé dans la rotonde, pourrait avoir appartenu à Léopold II.
À la fin du XXe siècle, la villa a été réaménagée par l'architecte Philippe Mialon (Nice).
La villa Radiana  apparaît dans le film d'Alfred Hitchcock La Main au collet (To Catch a Thief, 1955) où l'on peut y voir des plans extérieurs  du port privé et du mur qui surplombe la plage de Passable ainsi que quelques plans tournés dans le jardin et au niveau de l'entrée principale de la villa.